# Saint-Éloi (Nièvre)
Saint-Éloi település Franciaországban, Nièvre megyében. Lakosainak száma 2220 fő (2022. január 1.). Saint-Éloi Coulanges-lès-Nevers, Nevers, Montigny-aux-Amognes, Sauvigny-les-Bois, Sermoise-sur-Loire és Chevenon községekkel határos.

## Népesség
A település népessége az elmúlt években az alábbi módon változott:
| Lakosok száma | 2147 | 2139 | 2243 | 2146 | 2184 | 2221 | 2223 | 2218 | 2220 |
|               | 2013 | 2015 | 2016 | 2017 | 2018 | 2019 | 2020 | 2021 | 2022 |